# Сегозеро
Сѐго́зеро (Сег-озеро, Сегозерское водохранилище, Селгозеро, Сего; карел. Seesjärvi) — озеро-водохранилище в Медвежьегорском и Сегежском районах Республики Карелия (Россия), относится к бассейну Белого моря.

## Общие сведения
Площадь поверхности водохранилища при нормальном подпорном уровне — 815 км², полезный объём воды при НПУ — 4,02 км³. Площадь водосборного бассейна — 6640 км². Высота над уровнем моря — 120 м. Котловина тектонического происхождения.
В 1957 году, после строительства плотины в истоке реки Сегежи, превращено в водохранилище, уровень воды был поднят на 6,3 м. Площадь до создания водохранилища — 753 км², с островами — 782 км². Береговая линия озера изрезана. На озере более 70 островов. Общая площадь островов 29,2 км². Ледостав наступает обычно в декабре, вскрытие — в мае. Многолетняя максимальная амплитуда колебания уровня — 2,49 м, средняя — 1,5 м.
В озеро впадают реки Санда, Пюльва, Волома, Лужма, Лисья, Ухма, Петтель и другие. Из озера вытекает река Сегежа, впадающая в Выгозеро.
Преобладают возвышенные, каменистые, почти сплошь покрытые хвойным лесом берега, практически необжитые и труднодоступные.
В Сегозере обитают 17 видов рыб: лосось, палия, ряпушка, сиг, хариус, щука, плотва, язь, гольян, уклея, лещ, налим, девятииглая колюшка, окунь, ёрш, четырёхрогий керчак, подкаменщик.
В 1952—1954 годах ихтиологи завозили в Сегозеро икру ладожской корюшки и онежского судака. Существовали планы выращивания в Сегозере севанской форели.
На озере работает форелеводческое хозяйство «Сегозерское».
Впервые животный и растительный мир озера был описан в отчётах экспедиции Г. Ю. Верещагина, работавшей на территории Карелии в период с 1919 по 1924 год и изучившей более 110 уникальных озёр.
Побережье озера — этническая территория малочисленного субэтноса карельского народа — сегозерских (паданских) карел или лаппи, в антропологии которых отмечаются монголоидные черты, привнесённые местным субстратным саамским населением. Карельское название озера переводится как светлое (карел. sees) озеро (карел. järvi).
Остров Дюльмек на Сегозере признан геологическим памятником природы в 1984 году, на острове имеются обнажения розовато-серых доломитов верхнего ятулия нижнего протерозоя, содержащие уникальный комплекс органических остатков (строматолиты, микрофитолиты), некоторые из которых являются единственным в мире. В 1935—1938 гг. на острове находились разработки мрамора Дюльмяги, был построен ряд производственных зданий, пристань, осуществлялось водное сообщение катером «Сегозеро».

## Судоходство

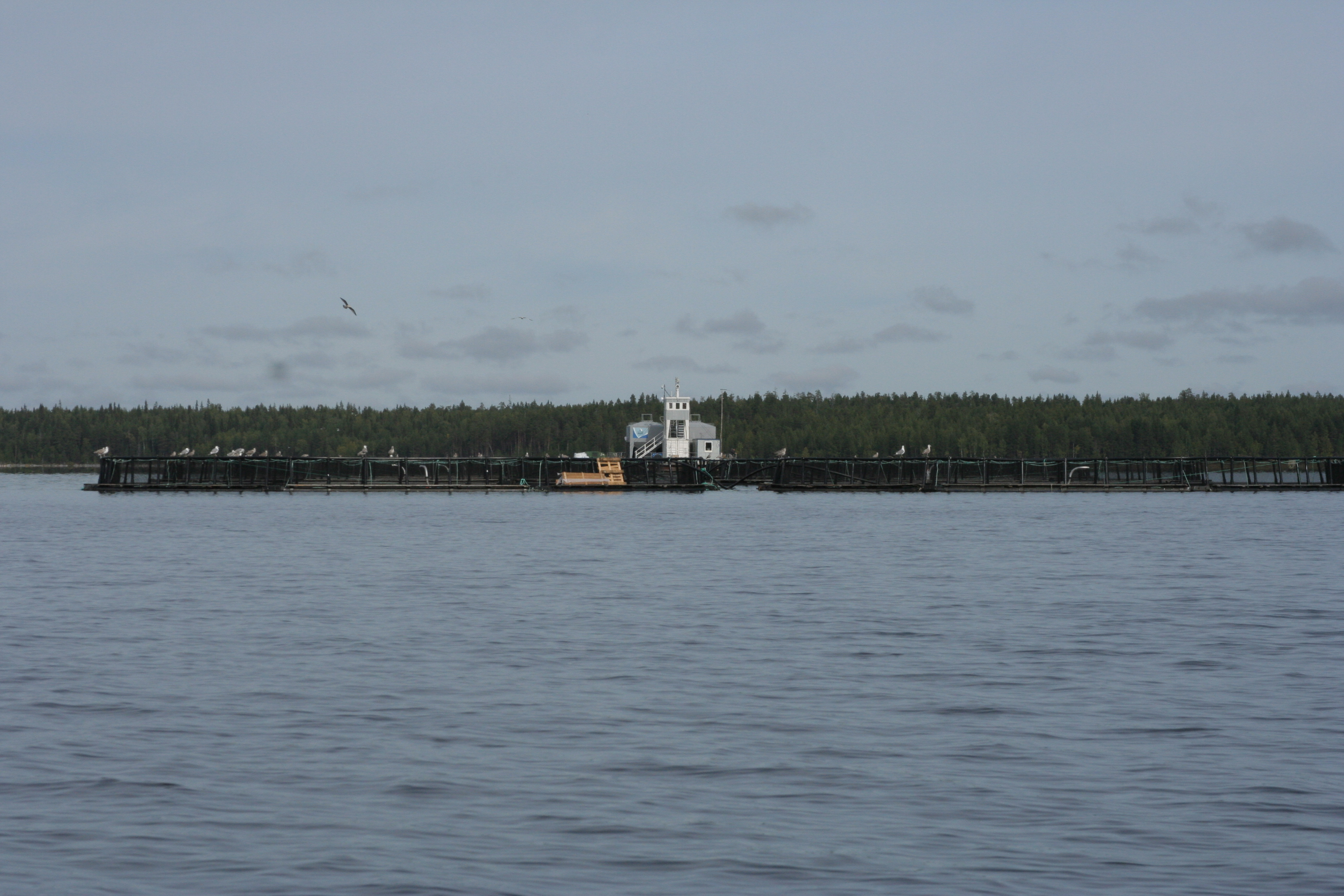
Сегозеро

В 1920—1930-е годы озеро активно осваивалось. У Паданского уездисполкома, Северо-западного речного пароходства, трестов «Кареллес» и «Желлес» имелись пароходы «Густера», «Тугун», «Имандра», «Экспортлес-25» и другие, которые осуществляли грузо-пассажирские перевозки. Курсировали моторные лодки Паданского райисполкома и предпринимателя Варопинского по линии Великая Губа — Паданы. В 1936 году Беломорканал открыл на Сегозере регулярные товаро-пассажирские перевозки на пароходе «Рабочая надежда».
19 октября 1941 года на озере артиллерийским огнём финнов был потоплен грузо-пассажирский пароход «Имандра» с эвакуируемыми жителями Падан — удалось спастись, в основном, только тем, кто прыгнул в воду и смог добраться до берега вплавь. Во время войны на Сегозере погиб и капитан «Экспортлеса» Антон Пантелеев.
В послевоенные годы годах на озере Сегозеро работала пассажирская линия Великая Губа — Паданы — Каличный остров на пароходе «Речной», перевозки осуществляло Беломорско-Онежское пароходство.
В 1960—1980-е годы на Сегозере работали буксиры для лесосплава Беломорско-Онежского пароходства и Паданского леспромхоза «Смотрящий», «Сегозерец», «Грозный», «Стремительный» (проект 73), а также небольшие рыболовецкие суда.
Также в 1930—1950-е годы поверхность озера служила для посадки гидросамолётов летом и ледовой площадкой для самолётов зимой.